# Nijnekamsk
Nijnekamsk (russo:  Нижнекамск; em tártaro cirílico: Түбән Кама) é uma cidade na República do Tartaristão, na Rússia.
A cidade foi fundada em 1961, como uma solução para a falta de emprego que existia na União Soviética.

## Esporte
A cidade de Nijnekamsk é a sede do Estádio Neftekhimik e do FC Neftekhimik Nijnekamsk, que participa do Campeonato Russo de Futebol.